# Domácnosť a škola
A Domácnosť a škola (lapcímének magyar fordítása Háztartás és iskola) szlovák nyelven megjelenő pedagógiai szaklap volt a Magyar Királyságban. A havilapot 1911 és 1914 között Rózsahegyen adták ki.